# 이징옥의 난
이징옥의 난(李澄玉ㅡ亂)은 함길도 도절제사 이징옥이 수양대군 일파의 권력 장악과 자신의 파직에 대해 불만을 품고 여진족 등과 함께 일으킨 반란이다. 1453년(단종 1년) 이징옥이 함길도 도절제사(都節制使)로부터 파직되자 스스로 대금황제(大金皇帝)라 칭하고 여진에 도움을 청하여 반란을 일으킨 사건이다. 그러나 정종(鄭種), 이행검 등의 습격으로 이징옥이 살해되어 실패로 끝났다.
후일 채제공은 그가 단종을 위해 군사를 일으킨 것이므로 역모는 아니라고 하였으며, 계유정난을 일으킨 것에 대한 반발로 이징옥이 군사를 일으켰다는 설도 있다.

## 개요
이징옥은 뛰어난 무장으로 김종서 등의 부장으로 출정, 관직 생활의 반 이상을 경원첨절제사·경원절제사·영북진절제사·판경흥도호부사·함길도 도절제사 등 함경도에서 보내면서 변방의 수비, 여진족 토벌, 4군과 6진의 개척 등에 공을 세웠다.
1453년(단종 1년) 수양대군(首陽大君)이 정권을 잡자 일찍이 김종서의 천거로 함길도 도절제사가 된 이징옥을 파면시키고 박호문(朴浩文)을 임명하였다. 수양대군은 계유정난으로 김종서(金宗瑞), 황보 인(皇甫仁) 등을 죽이고 집권, 그러나 김종서의 부관인 이징옥의 존재를 인식한 수양대군 일파는 이징옥을 역모의 가능성이 있다 하여 파면하고 은밀히 그 후임으로 박호문(朴好問)을 보냈다.

## 경과
반대세력을 제거하고 정치와 군국(軍國)의 대권을 한 손에 쥔 수양대군은 김종서를 도와 육진개척(六鎭開拓)에 공을 세운 이징옥이 김종서계의 인물임을 꺼려서 이징옥을 파직하고 그 후임에 박호문을 임명, 함길도에 보냈던 것이다.
박호문이 어명을 전하자, 이징옥은 믿지를 못한다. 자신이 아버지로 따르는 김종서가 도성에 큰일이 있기 전에는 부르지 않겠다고 한 걸 기억하고, 자신이 병조참판으로 제수받은 것이 어떻게 된 일이냐고 박호문에게 물어본다. 어쩐일인지 박호문이 김종서가 계유정난으로 수양에게 참살당하고, 황보인이 효시되었다는 사실을 말한다. 당황한 이징옥은 일단 박호문에게 자리를 인계하고 호위병력 약간을 거느리고 상경한다. 길가던 중, 김종서가 죽고, 수양대군이 자신을 부른다는 것은 곧, 죽일 것이라고 생각했기 때문에 이징옥은 남쪽으로 약 60리쯤 가다가 회군한다. 박호문이 두려워 성문을 돌로막고, 문뒤에 숨는 것을 이징옥이 보자 가차없이 화살로 쏴 죽인다. 그의 아들을 사로잡아 이유를 묻고, 죽이려 하자 그가 놓아주길 청해 놓아주게 된다. 1453년(단종 1) 10월 병마를 이끌고 종성(鍾城)으로 가서 대금황제(大金皇帝)라 자칭하고 여진족의 후원을 얻어서 반란을 일으켰다. 이어 그리고 도읍을 오국성(五國城)에 정하고 격문을 돌려 여진족과 변방의 각 읍에 후원을 요청하였다. 일설에는 이징옥이 단종의 복위를 꾀하였다는 설도 존재한다.
채제공에 의하면 이징옥이 군사를 일으킨 것은 단종의 복위가 목적이며, 단종실록의 내용처럼 대금황제를 칭하고 반란을 일으키려 한 것은 아니라는 것이다. 그러나 이 반란은 실패로 돌아가고 이징옥은 정종(鄭種), 이행검 등의 술책에 빠져 아들과 함께 사로잡혀 죽고 말았다.
이징옥은 일찍이 오래도록 변방에 근무하고 여진족을 정벌하는 과정에서 여진족 사회에까지 명성을 알리고, 일이 여의치 못할 때는 두만강을 건너 여진족을 배경으로 저항하려 하였던 것이다. 그러나 그해 10월 20일 두만강을 건너려고 종성(鐘城)에 머물 때 종성(鐘城)판관(判官) 정종(鄭種), 호군 이행검(李行儉) 등에게 습격을 받고 아들 3명과 함께 살해되어 계획은 실패하고 만다. 이 반란 사건은 후일 이시애의 난을 유발케 하는 선구가 되었다.

## 영향력
이징옥의 난은 북방지역에서 최초로 발생한 차별대우에 대한 반발이자, 조선왕조에 대한 최초의 대규모 반란이란 점, 중앙정부로부터 지역 주민에 대한 차별을 가져와 민심을 자극하여 후일 이시애(李施愛)난의 선구가 된 점, 황제를 칭하고 여진족과 연합하였다는 점이 주목된다. 또한 수양대군이 김종서, 황보인 일파를 죽이고 집권한 것에 대한 반발로도 해석된다.
1402년 11월에 발생한 조사의(趙思義)의 난에 이어 두 번째로 일어난 큰 반란으로도 평가된다. 한편 조선 정조 때의 정승 채제공(蔡濟恭)은 후일 자신의 저서 ≪번암집 樊巖集≫에서 이징옥은 세조의 불법성을 명나라에 직소해 단종의 복위를 꾀하기 위한 것이지, ≪단종실록≫에 전하는 것처럼 대금황제가 되기 위한 것이 아니었으므로 반역이 아니라 충신이라 하였다.

## 기타
이징옥은 오래도록 함경도와 평안도에서 군관으로 지내면서 변방 수비와 4군과 6진개척에 많은 공헌을 했다. 그러나 오히려 자신이 역적으로 몰리고, 김종서가 죽임을 당하자 이에 반발하게 되었다. 이징옥과 평소 사이가 좋지 않던 그의 형제 이징석은 한명회, 홍윤성, 양정 등의 편에 가담하여 난을 진압하는데 참여하였다.
황제를 칭하고 여진과의 연합을 꾀했다는 점이 주목되는 사건이었다. 그러나 황제를 칭하지 않고 단종을 위해 거병했다는 설도 존재한다.

## 참고 문헌
- 한국학중앙연구원, 《한국민족문화대백과》 (한국학중앙연구원, 1996)
- 이덕일, 《사화로 보는 조선 역사》 (도서출판 석필, 1998)
- 박영규, 《한권으로 읽는 조선왕조 실록》 (도서출판 들녘, 1998)
- 김성준, 〈이징옥과 육진〉, 고려대학교사학회 편, 《사총 12·13합집호》 (고려대학교사학회, 1968)
- 이홍직, 《새국사사전》 (이홍직 편, 교학사, 1983)
- 한국사사전편찬회, 《한국고중세사사전》 (한국사사전편찬회 엮음, 가람기획, 2007)

## 같이 보기
- 이징옥
- 이시애
  - 이시애의 난
- 계유정난
- 세조찬위
- 남이의 옥사
- 단종
- 세조